# Serie 281 a 286 de CP
La Serie 281 a 286, igualmente identificada como Serie 280, fue un tipo de locomotora de tracción a vapor, utilizada por la Compañía de los Caminhos de Ferro Portugueses.

## Historia
Esta Serie fue forjada por la casa Henschel & Sohn a la división del Sur y Sudeste de la operadora Ferrocarriles del Estado, en 1910. Fueron las primeras locomotoras en Portugal equipadas desde origen con vapor sobrecalentado.

## Características
Esta serie estaba formada por 6 locomotoras a vapor con tender, numeradas de 281 a 286; poseían dos cilindros mixtos de expansión simples, con el motor interior, lo que les daba una apariencia britânica, a pesar de tener un origen alemán.

## Ficha técnica

### Características generales
- Número de unidades construidas: 6 (281 a 286)[1]
- Año de entrada en servicio: 1910[1]
- Tipo de servicio: Vía[1]
- Tipo de tracción: Vapor[1]
- Fabricante: Henschel & Sohn[1]